# غرافتون تايلر براون
غرافتون تايلر براون (بالإنجليزية: Grafton Tyler Brown)‏ هو مصمم ليثوغراف ورسام أمريكي، ولد في 1841 في هاريسبرج في الولايات المتحدة، وتوفي في 1918 في سانت بيتر في الولايات المتحدة.

## وصلات خارجية
- غرافتون تايلر براون على موقع الموسوعة البريطانية (الإنجليزية)